# Bractwo lwowskie

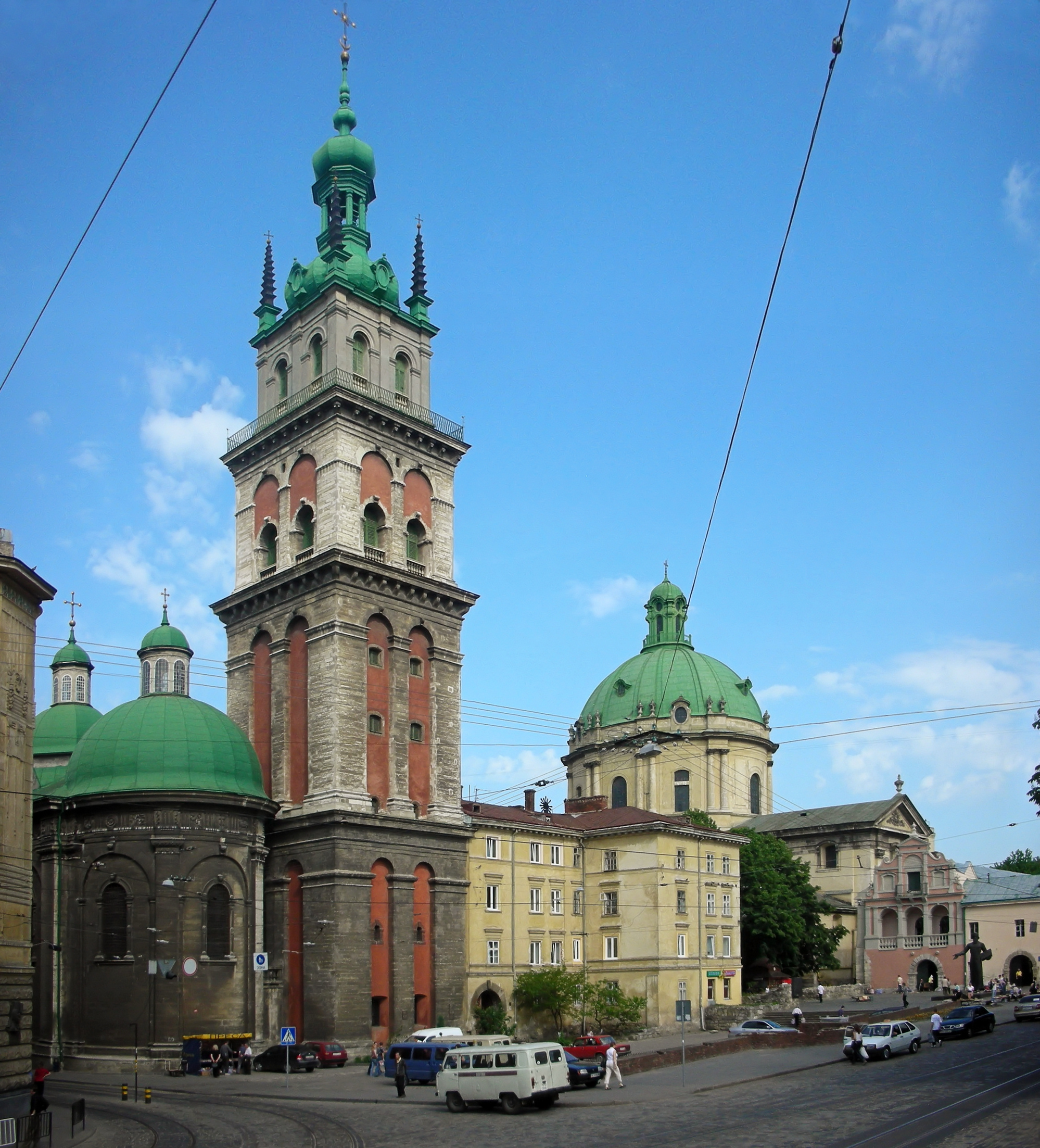
Cerkiew Uspieńska (Wołoska)

Bractwo Uspieńskie we Lwowie (bractwo lwowskie, bractwo stauropigialne, lwowska stauropigia) – prawosławne bractwo cerkiewne, założone przez lwowskich mieszczan w latach 80. XVI wieku, działało do 1788.
Inicjatorami utworzenia bractwa byli prawosławni (gł. ruscy) kupcy i rzemieślnicy: Jurij Rohatyniec, Iwan Rohatyniec, Iwan Krasowski, Ł. Małećkyj, Konstanty Korniakt i inni. Jego statut został zatwierdzony w styczniu 1586 przez patriarchę antiochijskiego Joachima IV. Statut ten gwarantował zwierzchność nad nowymi powstającymi bractwami i kontrolę nad duchowieństwem, w tym biskupami. Wkrótce bractwo wystąpiło o prawo stauropigii i je otrzymało. Statut bractwa lwowskiego był wzorem dla kolejnych bractw powstających na ziemiach ukraińskich.
Lwowskie Bractwo Uspieńskie założyło w 1586 szkołę bracką (drugą po wileńskiej), otrzymując specjalny przywilej od patriarchy antiocheńskiego Joachima V.
Głównymi jego działaczami byli Stefan Zyzanij, Ławrentij Zyzanij, Kyryło Stawrowećkyj, Hiob Borecki, Pamwo Berynda. Działalność bractwa wspierał książę Konstanty Wasyl Ostrogski.
Bractwo walczyło przeciw narzucaniu siłą postanowień unii brzeskiej, sprzeciwiało się próbom zdominowania Lwowa przez szlachtę, wspierało samorząd miejski. Posiadało również własną drukarnię. Wspierało również w latach 1591–1629, korzystając z wsparcia Mołdawii i Moskwy, budowę cerkwi Uspieńskiej, ufundowało również szpital.
Od połowy XVII wieku rola bractwa malała. W 1708 zostało zmuszone do przyjęcia unii brzeskiej, a po I rozbiorze zostało rozwiązane w 1788  przez władze austriackie, w ramach tzw. kasaty józefińskiej. Na jego bazie w tym samym roku, dekretem cesarza Józefa II, utworzono Instytut Stauropigialny.